# Zeit zu leben und Zeit zu sterben (Roman)
Zeit zu leben und Zeit zu sterben ist ein Roman von Erich Maria Remarque. Die deutschsprachige Originalausgabe erschien 1954 im Verlag Kiepenheuer und Witsch. 1958 wurde der Roman in den USA unter dem Titel A Time to Love and a Time to Die verfilmt.

## Inhalt
Winter/Frühjahr 1944: Der Wehrmachtssoldat Ernst Graeber erlebt die Grauen des Zweiten Weltkriegs an der Ostfront und ist gezwungen, in einem zerstörten ukrainischen Dorf an der Erschießung von Partisanen teilzunehmen. Kurze Zeit später wird sein Fronturlaub bewilligt und er darf für drei Wochen in die Heimat fahren.
In seiner Heimatstadt sind durch Bombenangriffe viele Häuser zerstört, so auch sein Elternhaus. Er trifft die Eltern nicht an und versucht sie ausfindig zu machen, die durch die Bombenangriffe in Mitleidenschaft gezogenen Behörden können ihm aber nicht helfen. Er geht zum ehemaligen Hausarzt der Eltern, trifft dort aber nur dessen Tochter Elisabeth an. Der Arzt wurde wegen regimekritischer Äußerungen verhaftet und sitzt im Konzentrationslager, Elisabeth muss in einer Fabrik Uniformmäntel nähen. In den folgenden Tagen kommen sich Graeber und Elisabeth näher und verlieben sich ineinander. Von einem Kameraden aus der Kaserne, in der Graber übernachtet, leiht er sich eine Unteroffiziers-Uniform, um darin Elisabeth in ein nobles Restaurant auszuführen. Der Abend wird durch einen Luftangriff und die Flucht der Restaurantgäste in den Luftschutzkeller unterbrochen. Die beiden heiraten schließlich, da Graeber glaubt, Elisabeth wäre als Frau eines Frontsoldaten besser versorgt und vor Übergriffen des Naziregimes besser geschützt.
Zufällig trifft Graeber auf seinen alten Klassenkameraden Alfons Binding, der inzwischen zum Kreisleiter aufgestiegen ist. Binding bewohnt eine Villa mit Haushälterin und riesigen Lebensmittel- und Alkoholvorräten. Graeber verachtet Binding, nutzt dessen Großzügigkeit jedoch aus, um sich und Elisabeth ernähren zu können. Später wird Binding durch einen Luftangriff auf seine Villa getötet.
Graeber besucht seinen ehemaligen Lehrer Pohlmann, der inzwischen wegen seiner oppositionellen Haltung aus dem Schuldienst entlassen wurde. Er lebt in einer Ruine und versteckt dort den Juden Jakob. Graeber unterstützt die beiden mit Lebensmitteln aus Bindings Vorrat und spricht mit Pohlmann über seine Gewissenskonflikte: Er weiß, dass er nach seiner Rückkehr an die Front weiter ein verbrecherisches System verteidigen muss. Pohlmann kann Graebers Gewissen jedoch nicht durch einfache Antworten beruhigen. Als Elisabeths Wohnung bei einem weiteren Bombenangriff zerstört wird, kommen Graeber und Elisabeth zunächst bei Pohlmann unter. Gegen Ende seines Urlaubs erfährt Graeber durch Jakob, dass Pohlmann von der Gestapo verhaftet wurde.
Elisabeth erhält eine Vorladung von der Gestapo, Graeber fängt diese jedoch ab und geht selbst hin, aus Angst vor einer möglichen Verhaftung Elisabeths. In der Gestapo-Dienststelle wird er über den Tod von Elisabeths Vater informiert und nimmt dessen Asche in einer Zigarrenkiste entgegen. Er verschweigt Elisabeth den Tod ihres Vaters. Später finden beide ein noch unzerstörtes Restaurant mit Pension, in der sie die letzte Nacht vor Graebers Abreise verbringen können. Elisabeth sagt, sie hoffe, ein Kind von Graeber zu bekommen. Während Graeber in eine so grausame Welt kein Kind setzen möchte, das dann womöglich im nächsten Krieg kämpfen muss, argumentiert Elisabeth: „Sollen nur die Barbaren welche haben? Wer soll dann die Welt wieder in Ordnung bringen?“
Graeber kehrt per Zug an die Front zurück, die nun viel weiter zurückverlegt wurde. Von seinen alten Kameraden sind viele gefallen oder verwundet und wurden durch junge, schlecht ausgebildete Rekruten ersetzt. Erneut werden vier Zivilisten als angebliche Partisanen festgenommen. Graeber übernimmt deren Bewachung, um zu verhindern, dass Steinbrenner, ein überzeugter Nazi und ehemaliger KZ-Aufseher, dies übernimmt. Graeber spielt mit dem Gedanken, die Gefangenen heimlich freizulassen. Einer von ihnen, der etwas Deutsch spricht, bietet Graeber sogar an, mit ihnen zusammen zu fliehen. Als die Rote Armee das Dorf überrollt und Graebers Truppe sich weiter Richtung Westen zurückzieht, will Steinbrenner die Gefangenen erschießen. Im letzten Moment entschließt sich Graeber, Steinbrenner zu erschießen und die Gefangenen freizulassen. Da diese sich nicht aus ihrer Zelle trauen, wirft Graeber sein Gewehr weg und macht sich auf den Weg zu seiner Truppe. Daraufhin verlassen die Gefangenen die Zelle, einer von ihnen nimmt sich Graebers Gewehr und erschießt ihn.

## Stil und Thematik
Der Roman ist von Remarques pazifistischer und antifaschistischer Grundhaltung geprägt. Der Erzähler stellt aus der Perspektive Graebers die Auswirkungen des Krieges anschaulich und oft drastisch dar. In der Liebesgeschichte zwischen Ernst und Elisabeth klingt eine gewisse romantische Überschwänglichkeit an, die aber durch den Überlebenskampf und den notwendigen Pragmatismus der Liebenden kontrastiert wird.
Ein zentrales Thema sind die Gewissensentscheidungen, die Graeber durch den Krieg aufgenötigt werden. Er erkennt immer mehr, dass er als Soldat für ein System kämpft, das zum Scheitern verurteilt ist und das er ablehnt. Trotzdem kann er sich erst ganz am Schluss zu einem Akt echten Widerstands entschließen.
Da diese Gewissensfrage indirekt auch an jeden zeitgenössischen Leser gestellt wird, kann der Roman auch als „Warnung vor dem deutschen Militarismus mit seinem Befehls-Gehorsam-Prinzip, […] vor restaurativen Kräften und der angestrebten Wiederbewaffnung der Bundesrepublik“ verstanden werden.

## Publikationsgeschichte
Der Roman erschien im September 1954 im Verlag Kiepenheuer & Witsch, etwa zeitgleich erschienen Übersetzungen ins Englische, Dänische und Norwegische. Übersetzungen in weitere Sprachen folgten in den nächsten Jahren; eine Lizenzausgabe für die DDR erschien 1957 im Aufbau-Verlag.
Schon im Oktober 1954 wurden in der Presse die Abweichungen zwischen den ersten Ausgaben diskutiert: Während die fremdsprachigen Ausgaben auf dem Original-Typoskript beruhten, das Remarque den Verlagen zur Verfügung stellte, gibt es in der deutschen Ausgabe entscheidende Änderungen und Kürzungen um insgesamt etwa zehn Druckseiten. Diese zeigen eine eindeutige Tendenz zur „Entschärfung“ und können aus heutiger Sicht als Zugeständnis an die restaurative, vom Kalten Krieg geprägte Atmosphäre der Adenauer-BRD angesehen werden. Die Welt schrieb am 16. Oktober 1954 unter Berufung auf dänische und norwegische Zeitungen: „Gestrichen wurde, was die Unverbesserlichen und Unbelehrbaren ärgern könnte.“ Die Änderungen betreffen folgende Bereiche:
- Sachliche Fehler des Autors im Bezug auf Jahreszahlen oder Dienstgrade wurden korrigiert.
- Die Bedeutung mancher Nebenfiguren wurde gemindert, indem ihre jeweilige Hintergrundgeschichte verändert oder gestrichen wurde: Graebers Kamerad Immermann wurde vom Kommunisten zum Sozialdemokraten, die teils jüdische Herkunft des Soldaten Hirschland wurde getilgt, ebenso wie die SS-Vergangenheit des Soldaten Steinbrenner.
- Aussagen über NS-Kriegsverbrechen wurden gestrichen oder aus ihrem Zusammenhang zum Kriegsgeschehen gelöst.
- Die Diskussion zu Schuld und Verantwortung des Einzelnen wurde gekürzt.
- Die Schluss-Szene wurde politisch „vereindeutigt“, da die von Graeber freigelassenen Zivilisten nun direkt als Partisanen bezeichnet werden und Graebers Schuld-Eingeständnis gestrichen wurde. Die Tötung Steinbrenners wird als Notwehr und nicht, wie von Remarque intendiert, als Akt des Widerstands dargestellt.

Trotz offizieller Stellungnahmen des Verlags Kiepenheuer & Witsch, die Änderungen seien vom Autor akzeptiert worden, wurde der Vorwurf der Zensur laut. Remarque selbst äußerte sich nicht öffentlich zu der Angelegenheit. Aus Tagebuchnotizen vom März und April 1954 lässt sich jedoch erkennen, dass er die Änderungen nicht guthieß und wohl nur akzeptierte, um eine Veröffentlichung in Deutschland zu ermöglichen. Erst 1989 veröffentlichte Kiepenheuer & Witsch eine Neuausgabe, die die Kürzungen revidierte und dem deutschen Lesepublikum die von Remarque autorisierte Urfassung zugänglich machte.

## Rezeptionsgeschichte
In den zeitgenössischen Rezensionen wird teils Remarques Bemühen um eine moralische Aufarbeitung gewürdigt, teils aber auch die Schilderung deutscher Kriegsverbrechen als ungerechte Herabwürdigung des deutschen Soldaten angesehen. Während auf der einen Seite die „literarischen Qualitäten“ des Romans und Remarques „ethische Haltung“ anerkannt werden, steht auf der anderen Seite der Vorwurf, Remarque könne sich als „Emigrant“ kein Urteil über das Deutschland des Jahres 1944 erlauben.

## Publikationsdaten
- Erich Maria Remarque: Zeit zu leben und Zeit zu sterben. Roman. Kiepenheuer & Witsch, Köln 1954. (Viele weitere Auflagen) 
  - revidierte Neuauflage mit einem Nachwort von Tilman Westphalen. Köln 1989, ISBN 978-3-462-01984-1
  - Originalfassung mit Anhang und Nachwort von Thomas F. Schneider, Köln 2018, ISBN 978-3-462-05146-9